# Маккензи, Александр (путешественник)
Сэр Александр Маккензи или Макензи (англ. Alexander MacKenzie, гэльск. Alasdair MacCoinnichs; 1764 — 12 марта 1820) — шотландский путешественник, уроженец Гебридских островов.

## Биография
Родился на острове Льюис в Шотландии в городе Сторноуэй. После смерти матери Маккензи вместе с отцом перебрался в Нью-Йорк, затем в Монреаль. С 1779 года на службе в Северо-Западной компании, которая являлась главным конкурентом компании Гудзонова залива.
В 1788 году основал торговую факторию на берегу озера Атабаска, откуда на следующий год пустился в длительное путешествие через Большое Невольничье озеро вдоль реки протяжённостью 1738 километров (впоследствии названной Маккензи) на север до самого Северного Ледовитого океана.
В 1793 году Маккензи двинулся от Атабаски на запад, пересёк Скалистые горы и вышел 20 июля 1793 года к Тихому океану. Таким образом, он первым в истории прошёл всю Северную Америку севернее Мексики от одного океана до другого.
В 1801 году составил описание своего путешествия, в 1802 году был возведён в рыцари, в 1808 году вернулся в Шотландию.